# Природно-заповідний фонд Запорізької області

Запорізьке лісомисливське господарство

Природно-заповідний фонд Запорізької області станом на початок 2015 року налічував 337 об'єктів загальною площею понад 124,242 тис. га. З них 23 об'єкти — загальнодержавного значення, та 314 — місцевого значення. Відсоток заповідності становить 4,57 %.
Запорізька область є однією з найтрансормованіших і найосвоєніших сільським господарством областей України. Станом на 2010 рік сільськогосподарські угіддя займали 82,4 % території області, з них рілля — 71 %. Природна і квазіприродна рослинність збереглася лише на непригодних для оранки землях: літоральній смузі, на степових крутосхилах, заплавах річок, частково на землях запасу. Такі землі займають близько 5 % території області.
До 2010 року відсоток заповідності Запорізької області був серед найнижчих в Україні — 2,6 %. Після утворення 10 лютого 2010 року Приазовського національного природного парку, другого за розміром в Україні, загальною площею близько 78 тис. га, відсоток заповідності виріс майже удвічі — до 4,5 %. За 2013 рік створено 15 нових територій природно-заповідного фонду загальною площею майже 1200 га. Протягом 2014 року оголошено ще кілька нових територій природно-заповідного фонду загальною площею 1014,4 га.
Відповідно до Закону України «Про основні засади (стратегію) державної екологічної політики України на період до 2020 року» заповідність Запорізької області до 2021 року необхідно збільшити до 12 % загальної площі.

## Структура природно-заповідного фонду Запорізької області станом на 2011 рік
| Категорія територій та об'єктів ПЗФ                                   | Кількість | Площа, га | % площі ПЗФ |
| Природні заповідники                                                  | 1         | 100,0     | 0,1         |
| Національні природні парки                                            | 2         | 94 882,9  | 63,6        |
| Регіональні ландшафтні парки                                          | -         | -         | -           |
| Заказники загальнодержавного значення                                 | 12        | 38 998,1  | 26,2        |
| Заказники місцевого значення                                          | 198       | 13 642,0  | 9,2         |
| Пам'ятки природи загальнодержавного значення                          | 7         | 412,0     | 0,3         |
| Пам'ятки природи місцевого значення                                   | 72        | 511,2     | 0,3         |
| Заповідні урочища                                                     | 2         | 95,0      | 0,1         |
| Дендрологічні парки місцевого значення                                | 1         | 7,5       | 0,01        |
| Зоологічні парки місцевого значення                                   | 1         | 290,0     | 0,2         |
| Парки-пам'ятки садово-паркового мистецтва загальнодержавного значення | 1         | 31,0      | 0,02        |
| Парки-пам'ятки садово-паркового мистецтва місцевого значення          | 14        | 123,3     | 0,1         |
| Разом                                                                 | 311       | 149 093,0 | 100         |

## Території та об'єкти природно-заповідного фонду загальнодержавного значення
| Зображення | Назва території чи об'єкта ПЗФ                                                              | Категорія                                | Тип                 | Площа, га  | Район, місто                                                                     | Місце розташування території чи об'єкту ПЗФ | Назва установи, підпрємства, організації, землекористувача (землевласника), у віданні якого знаходиться територія чи об'єкт ПЗФ | Рішення, згідно з яким створено (змінено) дану територію чи об'єкт ПЗФ                                                         |
| ---------- | ------------------------------------------------------------------------------------------- | ---------------------------------------- | ------------------- | ---------- | -------------------------------------------------------------------------------- | --- | --- | --- |
|            | «Кам'яні могили» (частина Українського степового природного заповідника — Донецька область) | природний заповідник                     |                     | 100,00     | Куйбишевський район                                                              | Шевченківська сільська рада, по кордону з Донецькою областю | Національна академія наук України                                                                                               | Постанова Ради Міністрів України від 08.05.1964 р. № 451                                                                       |
|            | Всього природних заповідників                                                               | 1                                        |                     | 100,00     |                                                                                  | | | |
|            | «Великий Луг»                                                                               | національний природний парк              |                     | 16 756,00  | Василівський район                                                               | м. Дніпрорудне, с. Скельки, Маячка, акваторія Каховського водосховища | Адміністрація НПП | Указ Президента України від 10.08.2006 № 121/2006                                                                              |
|            | «Приазовський національний природний парк»                                                  | національний природний парк              |                     | 78 126,92  | Бердянський, Мелітопольський, Приазовський райони, міста Бердянськ та Мелітополь | | Адміністрація НПП | Указ Президента України від 10.02.2010 № 154/2010                                                                              |
|            | Всього національних природних парків                                                        | 2                                        |                     | 94 882,92  |                                                                                  | | | |
|            | «Молочний лиман»                                                                            | заказник                                 | гідрологічний       | 19 000,00  | Якимівський, Мелітопольський, Приазовський райони                                | | Райдержадміністрації відповідних районів                                                                                        | Постанова Ради Міністрів України від 28.10.1974 р. № 500 повністю увійшов до складу Приазовського НПП                          |
|            | Разом заказників гідрологічних                                                              | 1                                        |                     | 19 000,00  |                                                                                  | | | |
|            | «Дніпровські пороги»                                                                        | заказник                                 | загальногеологічний | 1 383,00   | м. Запоріжжя                                                                     | о. Хортиця, о. Байда та скелі посеред р. Дніпро | Національний заповідник «Хортиця»                                                                                               | Постанова Ради МіністрівУкраїни від 28.10.1974 р. № 500                                                                        |
|            | Разом заказників загальногеологічних                                                        | 1                                        |                     | 1383,00    |                                                                                  | | | |
|            | «Алтагирський»                                                                              | заказник                                 | загальнозоологічний | 950,00     | Якимівський район                                                                | околиця с. Радивонівка, Богатирське лісництво, кв. від 1 до 117, без кв. 33, 40, 47, 54, 61                                                                                             | Державне підприємство «Мелітопольське лісомисливське господарство»                                                              | Постанова Ради Міністрів України від 28.10.1974 р. № 500                                                                       |
|            | Разом заказників загальнозоологічних                                                        | 2                                        |                     | 2333,00    |                                                                                  | | | |
|            | «Старобердянський»                                                                          | заказник                                 | ландшафтний         | 993,00     | Мелітопольський район                                                            | с. Новопилипівка по лівому березі р. Молочна | Державне підприємство «Мелітопольське лісомисливське господарство»                                                              | Постанова Ради Міністрів України від 28.10.1974 р. № 500, Рішення Запорізької обласної ради від 25.07.1989 № 205 (зміна площі) |
|            | «Заплава річки Берда»                                                                       | заказник                                 | ландшафтний         | 1416,90    | м. Бердянськ                                                                     | Бердянська міська рада — 564,6 га, ДП «Бердянське лісове господарство» — 620 га, Нововасилівська сільська рада — 232,3 га                                                               | Бердянська міська рада, Державне підприємство «Бердянське лісове господарство», Нововасилівська сільська рада                   | Указ Президента України від 10.12. 1994 р. № 750/94 частково увійшов до складу Приазовського НПП                               |
|            | «Сивашик»                                                                                   | заказник                                 | ландшафтний         | 2800,00    | Якимівський район                                                                | на Схід від с. Атманай | Атманайська сільська рада | Указ Президента України від 20.08.1996 р. № 715/96 повністю увійшов до складу Приазовського НПП                                |
|            | «Федотова коса»                                                                             | заказник                                 | ландшафтний         | 1910,00    | Якимівський район                                                                | на захід від смт Кирилівка, півострів Азовського моря | Кирилівська сільська рада | Указ Президента України від 20.08.1996 р. № 715/96 повністю увійшов до складу Приазовського НПП                                |
|            | «Обитічна Коса»                                                                             | заказник                                 | ландшафтний         | 8863,00    | Приморський район                                                                | Приморське лісництво ДП «Приморське лісове господарство», кв. № 1-56 | Державне підприємство «Приморське лісове господарство»                                                                          | Постанова Ради Міністрів України від 11.09.1980 № 524                                                                          |
|            | «Крутосхили Каховського водосховища»                                                        | заказник                                 | ландшафтний         | 522,20     | Василівський район                                                               | Василівський район, Василівська районна рада — 270,2 га, Запорізьке обласне управління лісового та мисливського господарства — 192 га кв. кв. 17—20, Скельківська сільська рада — 60 га | Василівська райрада, Запорізьке обласне управління лісового та мисливського господарств, Скельківська сільська рада             | Указ Президента України від 21.02.2002 р. № 167/2002 частково увійшов до складу НПП «Великий Луг»                              |
|            | «Урочище Білозірське»                                                                       | заказник                                 | ландшафтний         | 390,00     | Кам'янсько-Дніпровський район                                                    | АТ племзавод «Степной» 130 га, АРК «Прибой»- 80 га, ДП «Кам'янсько-Дніпровське лісове господарство» — 180 га 14 кв.                                                                     | АТ племзавод «Степной», АРК «Прибой», Кам'янко-Дніпровський держлісгосп                                                         | Указ Президента України від 21.02.2002 р. № 167/2002                                                                           |
|            | Разом заказників ландшафтних                                                                | 7                                        |                     | 16 895,10  |                                                                                  | | | |
|            | «Радіонівський»                                                                             | заказник                                 | лісовий             | 370,00     | Якимівський район                                                                | с. Радивонівка, правий берег Молочного лиману, Богатирське лісництво, кв. № 76 −108 | Державне підприємство «Мелітопольське лісомисливське господарство»                                                              | Постанова Ради Міністрів України від 28.10.1974 р. № 500, Рішення Запорізької обласної ради від 25.07.1989 № 205 (зміна площі) |
|            | Разом заказників лісових                                                                    | 1                                        |                     | 370,00     |                                                                                  | | | |
|            | «Великі і Малі Кучугури» (400 га)                                                           | заказник                                 | орнітологічний      | 400,00     | Василівський район                                                               | Каховське водосховище, Василівське лісництво Запорізького держлісгоспу | Державне підприємство «Запорізьке лісомисливське господарство»                                                                  | Постанова Ради Міністрів України від 28.10.1974 р. № 500 частково увійшов до складу НПП «Великий Луг»                          |
|            | Разом заказників орнітологічних                                                             | 1                                        |                     | 400,00     |                                                                                  | | | |
|            | Всього заказників загальнодержавного значення                                               | 13                                       |                     | 38 998,10  |                                                                                  | | | |
|            | «Балка Бальчанська»                                                                         | пам'ятка природи                         | ботанічна           | 28,00      | Вільнянський район                                                               | біля с. Орлівське і Ворварівка | Дніпровська сільська рада | Розпорядження Ради Міністрів УРСР від 14.10.1975 р. № 780-Р                                                                    |
|            | «Балка Россоховата»                                                                         | пам'ятка природи                         | ботанічна           | 27,00      | Вільнянський район                                                               | на північ від с. Ясинувате | Дніпровська сільська рада | Розпорядження Ради Міністрів УРСР від 14.10.1975 р. № 780-Р                                                                    |
|            | «Урочище Пристіни»                                                                          | пам'ятка природи                         | ботанічна           | 17,00      | Запорізький район                                                                | с. Григорівка | Державне підприємство «Запорізьке лісомисливське господарство»                                                                  | Розпорядження Ради Міністрів УРСР від 14.10.1975 р. № 780-Р                                                                    |
|            | Разом пам'яток природи ботанічних                                                           | 3                                        |                     | 72,00      |                                                                                  | | | |
|            | «Кам'яна Могила»                                                                            | пам'ятка природи                         | геологічна          | 15,00      | Мелітопльський район                                                             | 1 км від с. Терпіння | Національна Академія наук України                                                                                               | Постанова Ради міністрів від 7.08.1963 р. № 1180                                                                               |
|            | «Гранітні скелі»                                                                            | пам'ятка природи                         | геологічна          | 15,00      | Бердянський район                                                                | в межах земель Миколаївської сільської ради | Миколаївська сільська рада | Розпорядження Ради Міністрів УРСР від 14.10.1975 р. № 780-Р                                                                    |
|            | Разом пам'яток природи геологічних                                                          | 2                                        |                     | 30,00      |                                                                                  | | | |
|            | «Скотовата Балка»                                                                           | пам'ятка природи                         | комплексна          | 30,00      | Гуляйпільський район                                                             | по межі з Дніпропетровською областю | Новомиколаївська сільська рада                                                                                                  | Розпорядження Ради Міністрів УРСР від 14.10.1975 р. № 780-Р                                                                    |
|            | «Верхів'я Утлюкського лиману»                                                               | пам'ятка природи                         | комплексна          | 280,00     | Якимівський район                                                                | с. Давидівка | Давидівська сільська рада | Указ Президента України від 20.08.1996 р. № 715/96 повністю увійшов до складу Приазовського НПП                                |
|            | Разом пам'яток природи комплексних                                                          | 2                                        |                     | 310,00     |                                                                                  | | | |
|            | Всього пам'яток природи загальнодержавного значення                                         | 7                                        |                     | 412,00     |                                                                                  | | | |
|            | «Парк імені Горького»                                                                       | парк-пам'ятка садово-паркового мистецтва |                     | 31,00      | м. Мелітополь, вул. Богдана Хмельницького                                        | м. Мелітополь, вул. Богдана Хмельницького | Дирекція парку | Постанова Ради Міністрів УРСР від 29.01.1960 р. № 105                                                                          |
|            | Всього парків-пам'яток садово-паркового мистецтва                                           | 1                                        |                     | 31,00      |                                                                                  | | | |
|            | Всього територій та об'єктів загальнодержавного значення                                    | 24                                       |                     | 134 424,02 |                                                                                  | | | |